# كالكي
كالكي أو كالكين (कल्कि) التجسد العاشر والآخير لفيشنو الحافظ في الهندوسية، والذي سيأتي لإنهاء عصر الظلام والدمار كالي يوغا. تستخدم الكلمة بمعنى الدهر أو الزمن ويعتقد أن أصلها اللغوي يعود لكلمة تعني القذر ولذلك تعني مدمر القذر والجهل والظلام.
في تقليد كالككرا البوذي هناك 25 حاكما أسطوريا لهم لقب ملك كالي أو كوليكا.

## مها أڤتارا
هناك تفسيرات متعددة للأفتارات في الهندوسية. تعني الكلمة النزول وتشير لنزول الوعي الإلهي وظهوره بشكل مادي. يعتبر أهم القادة الدينيين مثل راماكريشنا أفتارات عند البعض، لكن في أغلب التقاليد الهندوسية هناك 10 أفترات عظيمة.

## ظهور كالكي في نبؤة نهاية العالم
هناك خلافات حول زمان هذه النبؤة والهدف الإلهي منها.
في الصور الشعبية يظهر الأڤتار وهو يركب حصانا أبيض ومعه سيف لتدمير الشر الذي سببه كالي يوغا. حسب النبؤة سيقضي على الشيطان كالي ويجدد الدارما (طرق الفضيلة) والخلق ويؤسس عصر الصلاح من جديد.

## أصل نبؤة كالكي
تظهر إشارة قديمة للنبؤة في بورانا فيشنو التي تعود للقرن السابع الميلادي تقريبا. فيشنو حافظ الحياة في الثالوث الهندوسي بشكل مقابل لعمليتي الخلق والتدمير. واعتبر بوذا في تقاليد قديمة أحد تجسدات فيشنو ويبدو أن مصدر ذلك نبؤة كالكي.

## نسخ حديثة لنبؤة كالكي

### إدعاءات كالكي
ادعى عدد من قادة الحركات الصغيرة في الهند وخارجها وبعض النساء في العقود الحديثة أنهم الكالكي أو قام أتباعهم بالإعلان أنهم كالكي.
- فسر بعض البهائيين النبؤات على أنها إشارة لرسولهم بهاء الله على أنه الكالكي وهذا سبب زيادة كبيرة في أتباع البهائية في الهند.
- ادعى قائد يميني أرجنتيني متطرف ألكساندرو بيونديني Alejandro Biondini أنه كالكي.
- ادعت سافيتري دفي في محاولة للجمع بين النازية والهندوسية أن هتلر كالكي.
- قبل ظهور أغاخان في الهند آمنت جماعة الخوجات الإسماعيلية الشيعية بعشر تجسدات لڤيشنو. وحسب اعتقادهم كان علي كالكي.